# El Pla-1
El Pla-1 es el nombre de una variedad cultivar de manzano (Malus domestica) Esta manzana está cultivada en la colección de germoplasma de manzanas del CSIC, también está cultivada en la colección de germoplasma de peral y manzano en la "Finca de Gimenells de la Estación Experimental de Lérida - IRTA". Esta manzana es originaria de la Comunidad autónoma de Cataluña, procedente de un ejemplar localizado en 2006 en el Pla de Santa María, Tarragona.

## Sinónimos
- "Poma El Pla-1",[3]
- "Manzana El Pla-1".[7]

## Historia
'El Pla-1' es una variedad de manzana de Cataluña, está catalogada con el número de accesión M114 en el Banco de germoplasma de peral y manzano de la Universidad de Lérida, que se encuentra integrado en la Red de Colecciones del Programa de Conservación y Utilización de los Recursos Fitogenéticos para la Alimentación y la Agricultura, del Plan Nacional de I+D+I.
'El Pla-1' está considerada con otras muchas de las entradas que se han incorporado al Banco de germoplasma en la "Finca de Gimenells de la Estación Experimental de Lérida - IRTA", provienen de ejemplares únicos, en algunos casos, actualmente desaparecidos, lo que ha permitido paliar la erosión genética que se está dando en estas especies frutales.
'El Pla-1' es una variedad que se cultiva para su conservación genética, para posibles usos y mejoras en cruces con otras variedades, para incrementar cualidades o intercambiarlas.

## Características
El manzano de la variedad 'El Pla-1' tiene un vigor fuerte de tipo ramificado, con porte erguido; ramos con pubescencia fuerte, de un grosor grueso, con longitud de entrenudos largos, número de lenticelas medio, relación longitud/grosor de los entrenudos media, tipo de ramos fructíferos "brindillas coronadas"; época de inicio de floración muy tardía, yema fructífera de forma ovoide-cónica de una longitud media, flor no abierta presenta color del botón floral rosa pálido, flor de tamaño grande, pétalos con posición relativa de los bordes superpuestos, inflorescencia con número medio de flores medio, de forma  medianamente cupuliforme, sépalos de color predominante verde, sépalos de longitud media, pétalos de longitud larga, y anchura media, siendo la relación longitud/anchura de los pétalos más largos que anchos, estilos con longitud en relación con los estambres más largos, estilos con punto de soldadura lejos de la base.
Las hojas tienen un porte erguido en relación con el ramo, limbo de longitud medio y de anchura medio, con una relación longitud/anchura elevada, forma del borde aserrada, peciolo con longitud largo, forma del limbo redondeada, aspecto de la superficie del haz brillante, pubescencia del envés débil, plegamiento de la superficie cóncava, tamaño de la punta media, forma de la base redondeada, estípulas con una forma muy foliáceas, y ángulo del peciolo respecto al ramo mediano.
La variedad de manzana 'El Pla-1' tiene un fruto de tamaño y peso medio; forma globosa cónica, relación longitud/anchura media, lados (ausencia o presencia de lados marcados) débil, posición de la anchura máxima en el hacia el pedúnculo; piel con estado ceroso ausente o muy débil, pruina de la epidermis ausente o muy débil; con color de fondo amarillo verdoso, importancia del sobre color fuerte, color del sobre color rojo, siendo su intensidad mediano, reparto del color en la superficie placas continuas con estrías, acusando unas lenticelas pequeñas, y una sensibilidad al "russeting" (pardeamiento áspero superficial que presentan algunas variedades) en las caras laterales ausente o muy débil; pedúnculo con una longitud medio, y un grosor delgado, anchura de la cavidad peduncular grande, profundidad de la cavidad pedúncular media, y con importancia del "russeting" en cavidad peduncular medio; coronamiento por encima del cáliz medio, anchura de la cav. calicina media, profundidad de la cav. calicina media, y con importancia del "russeting" en cavidad calicina ausente o muy débil; ojo pequeño, cerrado; sépalos medios.
Carne de color blanca, con oscurecimiento de la carne al corte medio; textura muy dura, suavemente jugosa; sabor algo aromático, bueno; corazón con distinción de la línea media; eje abierto; lóculos carpelares débil; semilla de  longitud muy grande, de anchura muy ancha, y de color marrón claro.
La manzana 'Ripoll-1' tiene una época de maduración y recolección de fruto temprana, finales de verano. Se usa como manzana de mesa fresca y para sidra.

## Calidad de fruto y prueba de cata
- Peso del fruto: Medio
- Calibre del fruto: Medio
- Longitud del fruto: Media
- Índice de almidón: Medio
- Dureza medida de la carne: Alta
- Índice refractométrico (IR): Alto
- Acidez titulable: Baja
- Jugosidad de la carne: Medio
- Textura de la carne: Fina
- Dureza sensorial de la carne: Dura
- Dulzor: Fuerte
- Acidez: Débil
- Intensidad del sabor de la carne: Media
- Sabor: Bueno
- Valoración global del fruto: Bueno[3]

## Características Agronómicas
- Afinidad del injerto (compatibilidad): Baja
- Facilidad de formación y poda: Baja
- Tipo de fructificación: Tipo III
- Precocidad varietal: Media
- Vecería: Alta
- Productividad: Baja
- Necesidad de aclareo: Baja
- Escalonamiento de la maduración del fruto: Muy largo
- Sensibilidad a la caída en maduración: sin datos
- Aptitud para la conservación del fruto en árbol: sin datos
- Aptitud para la conservación del fruto en almacén o cámara: sin datos
- Sensibilidad al moteado: sin datos
- Sensibilidad al oídio: sin datos
- Sensibilidad a pulgón lanígero: sin datos[3]